# Пахси (Титан)

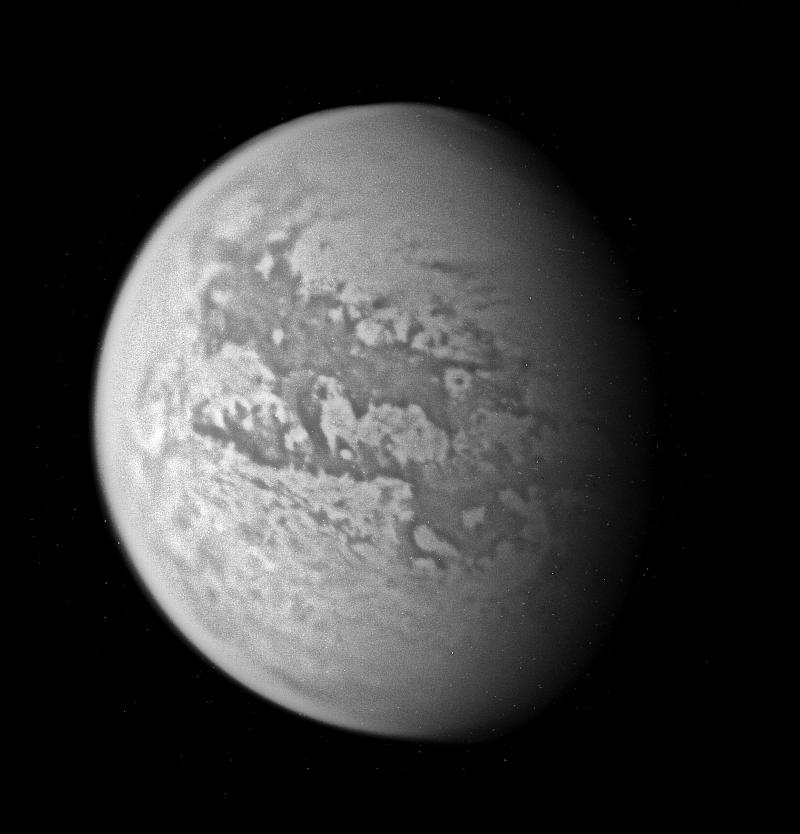
Инфракрасное изображение Титана

Пахси (англ. Paxsi) — кольцеобразная структура на поверхности самого крупного спутника Сатурна — Титана. Координаты 5°00′ с. ш. 341°12′ з. д. / 5° с. ш. 341,2° з. д..
Максимальный размер структуры составляет 120 км. Эта деталь была обнаружена на радиолокационных снимках с космического аппарата Кассини. Название получило официальное утверждение в 2010 году.
Названа именем Пахси — богини луны и мудрости у южноамериканского народа аймара.